# Georgi Kay
Georgina Kingsley (* um 1993) ist eine britisch-australische nichtbinäre Person, die in der Musikbranche mit Indie-Pop unter dem Namen Georgi Kay bekannt wurde. Kingsley trug den Gesang zum Lied In My Mind von Dynoro bei.

## Leben
Georgina „Georgi“ Kingsley wuchs in der westaustralischen Stadt Perth auf. In der Jugend begann Kingsley, Gitarre zu spielen und zu singen. In Interviews gab Kingsley an, sich als homosexuell zu identifizieren und damit in der Jugend auch Probleme gehabt zu haben. Im Jahr 2010 erhielt Kingsley für das Lied Breakfast in Bedlam im Alter von 17 Jahren vom Musikverbandes West Australian Music (WAM) die Auszeichnung für das Lied des Jahres. Im darauffolgenden Jahr folgten zwei weitere WAM-Preise.
Im Jahr 2013 zog Georgi Kay nach London und unterzeichnete einen Vertrag mit dem britischen Musiklabel Parlophone. Des Weiteren erfolgte zu dieser Zeit eine Mitwirkung an der britischen Serie Top of the Lake in der Rolle Melissa. Die Debüt-EP In My Mind kam im Jahr 2013 heraus. Die gleichnamige Single erschien auch auf einem Album der Swedish House Mafia, nachdem der schwedische House-DJ Axwell einen Remix davon erstellte. Dieser Remix wurde für einen Grammy nominiert. Bereits 2012 wurde der Originalmix von Georgi Kay, Ivan Gough und Feenixpawl bei den ARIA Awards als bester Dance-Release ausgezeichnet.
Im Jahr 2016 kam es zur Rückkehr ins Heimatland Australien, wo nach der Trennung vom vorherigen Musiklabel mit dem eigenen Label Monoki das Album Origins veröffentlicht wurde. Später im selben Jahr zog Georgi Kay nach Los Angeles um, wo die Arbeit an neuer Musik begann. Georgi Kay lieferte den Soundtrack für den 2016 veröffentlichten Film Sleight. Bereits im Jahr zuvor gab es eine Beteiligung an der Filmmusik für die Serie Residue.
Das Lied In My Mind wurde im Jahr 2018 erneut zu einem Hit, als der litauische Musikproduzent Dynoro ein Mashup des Songs mit Gigi D’Agostinos Lied L’amour toujours produzierte. Diese neue Version trug ebenfalls den Titel In My Mind. Ebenfalls im Jahr 2018 kam Georgi Kays Debütalbum Where I Go to Disappear heraus. Beim internationalen Songwriting-Wettbewerb International Songwriting Competition erhielt Georgi Kay 2018 eine lobende Erwähnung.
Georgi Kay identifiziert sich als trans und nichtbinär.

## Auszeichnungen
- 2010: West Australian Music Award (Song des Jahres)
- 2011: West Australian Music Award
- 2012: ARIA Awards (bester Dance-Release)

## Diskografie

### EP
- 2013: In My Mind
- 2016: Origins

### Alben
- 2018: Where I Go to Disappear

### Singles
- 2013: In My Mind
- 2013: Ipswich
- 2015: God of A Girl
- 2017: Scary People
- 2018: Lone Wolf
- 2018: Toxins
- 2020: Gasoline[2]
- 2020: Medicine
- 2021: All over Again
- 2021: Did Me Wrong (mit Gil Glaze und Luis Torres)
- 2021: Never Give up on You (mit Ryan Shepherd)
- 2021: The Green Light (mit Gil Glaze)
- 2022: Honey
- 2022: Waste My Love (mit Ryan Shepherd)
- 2023: Sugar on the Line (mit The Mad Ones)
- 2023: Goodbye Again (mit The Mad Ones)
- 2023: Blood Sugar
- 2024: Chloe
- 2024: Porno